# 1974 Голяма награда на Франция
1974 Голяма награда на Франция е 24-то за Голямата награда на Франция и девети кръг от сезон 1974 във Формула 1, провежда се на 7 юли 1974 година на пистата Дижон-Преноа, в Дижон, Франция.

## Репортаж
За шести път откакто шампионата започна от 1950, Голямата награда на Франция е отново на ново трасе. Трасето Дижон-Преноа, намиращо се в областта Бургундия е построено през 1969 с помощта на Жан-Пиер Белтоаз и Франсоа Север, както се отличава с модерната инфраструктра на боксовете. Смяната на трасето от Пол Рикар в Дижон обаче е спорно поради два проблема. Първият е че появяването на Дижон-Преноа дойде с изваждането на Клермон-Феран като домакин на ГП на Франция, поради планинската характеристика на трасето, докато Дижон е поредното трасе което е с правилата за безопасност и си проличава с неестествената характеристика, отколкото да е предизвикателна като Клермон-Феран. Вторият проблем е дължината на трасето, което е само 3.289 километра, и е видяно като твърде късо за провеждане на Гран При, дори и за сегашните болиди.
В стартовия списък за ГП на Франция са налице няколко промени от състезанието в Зандворт. Но голямата новина свързана за това състезание е, че Лотус официално пенсионират проблематичния Лотус 76, планирайки да продължат с Лотус 72 с Е конфигурацията до края на сезона. В Съртис Карлос Паче е официално освободен от тима след остри критики към отбора, поради неудовлетвореността с болида TS16. На мястото на бразилеца дойде родения в Париж, Жозе Долем. Самият Паче обаче се върна в колоната, но за частния отбор на Голди Хексагон Брабам, карайки модифицирания Брабам BT42 редом до Джон Уотсън в същата машина. Друг френски пилот който също дебютира във Формула 1 е Жан-Пиер Жабуй за Исо Марлборо, карайки втория болид. Токен планираха да участват с Жак Лафит, който е действащият шампион на Формула 3, но този план не се материализира, докато Жерар Ларус се завърна за отбора на Скудерия Финото, както и Лео Кинунен за Съртис. Троян реши да се върне в Англия за допълнителна работа по своя болид.

### Квалификация
Както се окачваше, времената които пилотите от преминават цялата дистанция са по-малко от минута, като само първите 12 успяха да го сторят. Ники Лауда отново е най-бърз, следван от Рони Петерсон с второто най-добро време, отново връщайки се зад волана на Лотус 72Е. Том Прайс изненада всички в падока, регистрирайки трето време пред Клей Регацони, Емерсон Фитипалди (като той експериментираше с ново задно крило, което не му помогна толкова много и реши да се върне към предишната конфигурация), Майк Хейлууд, Джоди Шектър, Карлос Ройтеман, Патрик Депайе (който унищожи неговия 007 толкова сериозно, че трябваше да се върне към 006) и Джеймс Хънт. Кинунен и Верн Шупан бяха в центъра на противен спор в събота, след като Асоциацията на конструкторите ги забраниха от по-нататъшно участие. Те обаче бяха допуснати отново, но без кой знае добри резултати от това.

### Състезание
Марч-ът на Виторио Брамбила е унищожен, но по време на сутрешната тренировка италианеца взе болида предназначен за Ханс-Йоахим Щук, намирайки го по-удобен и той ще стартира на първоначалната 16-а позиция. След няколко минути в които колите чакаха за официалния старт, състезанието започна с Лауда и Петерсон повеждайки първия завой. Прайс обаче потегли бавно, след като е разсеян, от което Шадоу-а направи контакт с Брабам-а на Ройтеман, пращайки уелсеца към Хескет-а на Хънт. Англичанинът е елиминиран моментално, докато Прайс успя да се добере до бокса в края на първата обиколка, а Анри Пескароло изгоря съединителя, след като трябваше да чака много на старта.
След края на първата обиколка Лауда направи разлика пред Петерсон, но шведа не се отказваше. Регацони е трети пред Хейлууд, Шектър, Джаки Икс, Фитипалди, Депайе, Уотсън, Белтоаз и останалите. Йохен Мас трябваше да напусне надпреварата в петата обиколка с повреда по съединителя, докато Ройтеман прекара много време в бокса след контакта си с Прайс на старта.
Лауда не успя да се отърве от натиска на Петерсон, като двамата заедно с Регацони се откъснаха от преследвачите, но Фитипалди е видимо забавен от Тирел-а на Шектър, но също така неуспявайки да се справи с южно-африканеца, докато проблемите с шок-абсорберите на третия Макларън на Хълм създават проблеми по управлението. В 10-а обиколка преследването на Петерсон извади Регацони от групата, докато Шектър, Фитипалди, Хейлууд, Икс и Депайе вървят заедно в пакет. След тях на повече от три-четири секунди са групата на Уотсън, докато Франсоа Миго е изръсен от последната група.
Хълм успя да спечели загубените позиция, докато Белтоаз стана последната жертва на новозеландеца, докато Фитипалди продължаваше да стои зад Шектър. Тогава в 17-а обиколка Петерсон успя да изпревари Лауда, и отдалечавайки се от австриеца благодарение на трафика. На Фитипалди му отне осем обиколки, за да може най-после да изпревари Шектър, но е твърде назад от третия Регацони, най-вече от факта че Емерсон не успява да се откъсне твърде лесно от Шектър. Тогава бразилецът отпадна в 27-ата обиколка с повреда в двигателя, която сложи край на пет поредни състезания в точките.
След преполовяване на половината дистанция, екшънът в състезанието се поуспокои, докато Ройтеман отпадна в състезанието с проблеми в управлението на неговия заводски Брабам, докато втория на Уотсън влезе в бокса с проблеми в запалителната система, след оспорена битка с Белтоаз, а двете Лоли на Греъм Хил и Гай Едуардс бяха забавени със спирания за смяна на гуми. Единственият голям интерес е Хълм, който успя да се справи с Депайе, а после Хейлууд.
В последните обиколки нищо не се случило, но Петерсон отново показа брилянтното си каране, което е положителна новина за Лотус. Шведът пресече финала на повече от 20 секунди от втория Лауда, който с отпадането на Фитипалди от състезанието взе водачеството в класирането при пилотите. Третото място на Регацони също го постави в битката за титлата, както и Шектър с четвъртата си позиция. Петото място на Икс сложи край на поредицата от слаби преставания, докато усилията на Хълм бяха наградени с шеста позиция. Хейлууд, Депайе, Артуро Мерцарио, Белтоаз, Брамбила, Жан-Пиер Жарие, Хил, Миго, Едуардс и Уотсън бяха останалите финиширали състезанието.

## Класиране
| Поз | No | Пилот             | Конструктор      | Оби. | Време/Отпадане | Място | Точки |
| --- | -- | ----------------- | ---------------- | ---- | -------------- | ----- | ----- |
| 1   | 1  | Рони Петерсон     | Лотус-Форд       | 80   | 1:21:55.02     | 2     | 9     |
| 2   | 12 | Ники Лауда        | Ферари           | 80   | + 20.36        | 1     | 6     |
| 3   | 11 | Клей Регацони     | Ферари           | 80   | + 27.84        | 4     | 4     |
| 4   | 3  | Джоди Шектър      | Тирел-Форд       | 80   | + 28.11        | 7     | 3     |
| 5   | 2  | Джаки Икс         | Лотус-Форд       | 80   | + 37.54        | 13    | 2     |
| 6   | 6  | Дени Хълм         | Макларън-Форд    | 80   | + 38.14        | 11    | 1     |
| 7   | 33 | Майк Хейлууд      | Съртис-Форд      | 79   | + 1 Об.        | 6     |       |
| 8   | 4  | Патрик Депайе     | Тирел-Форд       | 79   | + 1 Об.        | 9     |       |
| 9   | 20 | Артуро Мерцарио   | Исо Малборо-Форд | 79   | + 1 Об.        | 15    |       |
| 10  | 14 | Жан-Пиер Белтоаз  | БРМ              | 79   | + 1 Об.        | 17    |       |
| 11  | 10 | Виторио Брамбила  | Марч-Форд        | 79   | + 1 Об.        | 16    |       |
| 12  | 17 | Жан-Пиер Жарие    | Шедоу-Форд       | 79   | + 1 Об.        | 12    |       |
| 13  | 26 | Греъм Хил         | Лола-Форд        | 78   | + 2 Об.        | 21    |       |
| 14  | 37 | Франсоа Миго      | БРМ              | 78   | + 2 Об.        | 22    |       |
| 15  | 27 | Гай Едуардс       | Лола-Форд        | 77   | + 3 Об.        | 20    |       |
| 16  | 28 | Джон Уотсън       | Брабам-Форд      | 76   | + 4 Об.        | 14    |       |
| Отп | 5  | Емерсон Фитипалди | Макларън-Форд    | 27   | Двигател       | 5     |       |
| Отп | 7  | Карлос Ройтеман   | Брабам-Форд      | 24   | Управление     | 8     |       |
| Отп | 19 | Йохен Мас         | Съртис-Форд      | 4    | Съединител     | 18    |       |
| Отп | 16 | Том Прайс         | Шедоу-Форд       | 1    | Сблъсък        | 3     |       |
| Отп | 15 | Анри Пескароло    | БРМ              | 1    | Съединител     | 19    |       |
| Отп | 24 | Джеймс Хънт       | Хескет-Форд      | 0    | Сблъсък        | 10    |       |
| НКв | 22 | Верн Шупан        | Инсайн-Форд      |      |                |       |       |
| НКв | 8  | Рики фон Опел     | Брабам-Форд      |      |                |       |       |
| НКв | 34 | Карлос Паче       | Брабам-Форд      |      |                |       |       |
| НКв | 21 | Жан-Пиер Жабуй    | Исо Малборо-Форд |      |                |       |       |
| НКв | 9  | Ханс-Йоахим Щук   | Марч-Форд        |      |                |       |       |
| НКв | 18 | Жозе Долем        | Съртис-Форд      |      |                |       |       |
| НКв | 23 | Лео Кинунен       | Съртис-Форд      |      |                |       |       |
| НКв | 43 | Жерар Ларус       | Брабам-Форд      |      |                |       |       |

## Класиране след състезанието
| Поз | Конструктор       | Точки |
| --- | ----------------- | ----- |
| 1   | Ники Лауда        | 36    |
| 2   | Клей Регацони     | 32    |
| 3   | Емерсон Фитипалди | 31    |
| 4   | Джоди Шектър      | 26    |
| 5   | Рони Петерсон     | 19    |
| 6   | Дени Хълм         | 12    |
| 7   | Майк Хейлууд      | 12    |
| 8   | Патрик Депайе     | 11    |

| Поз | Конструктор   | Точки   |
| --- | ------------- | ------- |
| 1   | Ферари        | 45      |
| 2   | Макларън-Форд | 43 (45) |
| 3   | Тирел-Форд    | 30      |
| 4   | Лотус-Форд    | 22      |
| 5   | Брабам-Форд   | 10      |
| 6   | БРМ           | 10      |
| 7   | Шадоу-Форд    | 6       |
| 8   | Марч-Форд     | 5       |